# Messier 109
Messier 109 (M109) även känd som NGC 3992, är en stavgalax med en svag inre ringstruktur runt den centrala staven belägen i den södra delen av stjärnbilden Stora björnen sydost om stjärnan Phecda (Gamma Ursa Majoris) på ett avstånd av ca 83,5 ± 24 miljoner ljusår från solen.

## Historik
Messier 109 upptäcktes av Pierre Méchain 1781. Två år senare katalogiserade Charles Messier objektet.
Mellan 1920-talet och 1950-talet ansågs det att Messierobjekt över 103 inte var officiella, men senare blev tilläggen, ytterligare hänvisade målobjekt från Méchain, mer allmänt accepterade. David H. Levy nämner den moderna 110 objektkatalogen medan Sir Patrick Moore placerar gränsen vid 104 objekt men har M105 till M109 listad som tillägg. I slutet av 1970-talet används alla 110 objekt ofta bland astronomer och detta gäller nu.

## Egenskaper

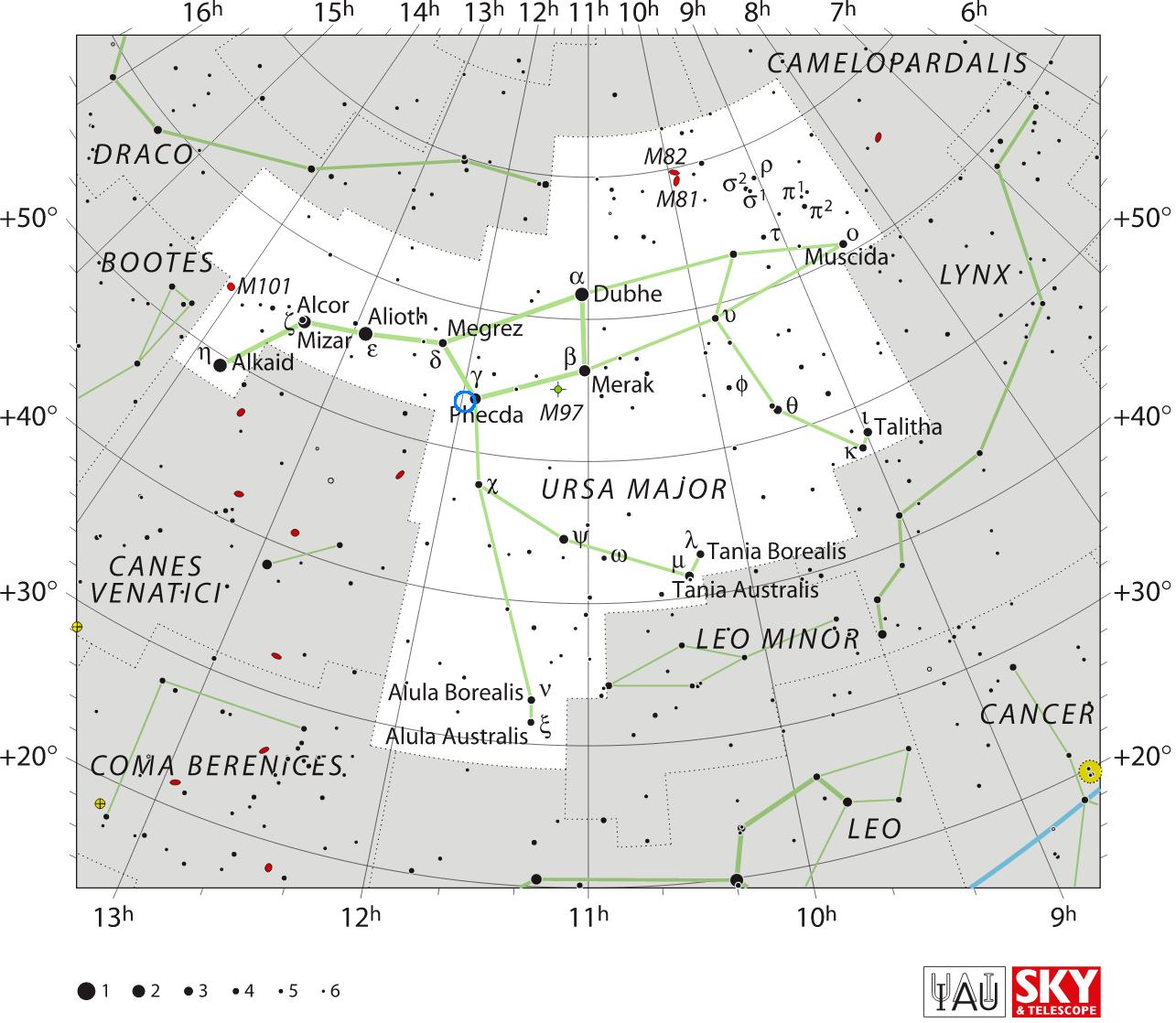
Platsen för Messier 109 (inringad i blått)

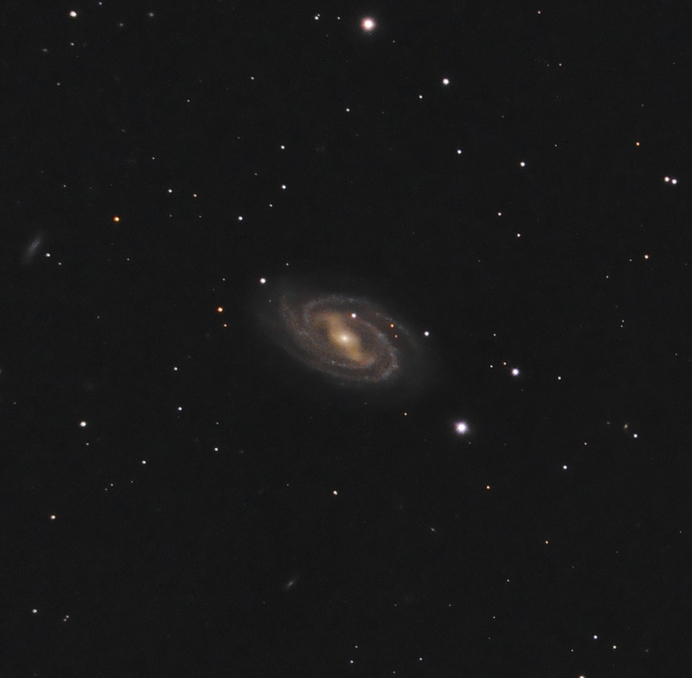
Amatörbild av Messier 109 genom ett teleskop på en torr, god natthimmel.

I mars 1956 kom M109:s enda kända supernova, 1956A. Det var en supernova av typ Ia i den sydöstra delen av galaxen, inledd med magnitud 12,8 och nådde som mest 12,3.
Galaxen är det överlägset mest avlägsna objektet i Messierkatalogen, följt av M91.
Messier 109 har tre granngalaxer: UGC 6923, UGC 6940 och UGC 6969 och är den ljusstarkaste galaxen i M109-gruppen, en galaxgrupp som man tror består av mer än 50 galaxer. Detaljerade observationer av vätelinjer har samlats från M109 och dess satelliter. M109:s H I (H one) fördelning är regelbunden med en låg nivå av radiell förlängning utanför stjärnskivan, medan i staven är ett centralt H I-hål i gasfördelningen. Möjligen har gasen transporterats inåt av staven, och på grund av hålets tomhet kan inga stora ackretionshändelser ha inträffat under den senaste tiden.